# Jax Briggs
Jackson Briggs, o più semplicemente Jax, è un personaggio della serie di videogiochi Mortal Kombat.

## Storia

### Prima linea temporale
Il Maggiore Jackson "Jax" Briggs appare per la prima volta in Mortal Kombat II, allorché si trova alla ricerca della sua amica e compagna di squadra Sonya Blade, scomparsa stranamente alla fine del primo torneo shaolin indetto da Shang Tsung;
la troverà incatenata insieme con il loro arcinemico Kano, nell'arena dove si svolgono le finali del torneo indetto da Shao Kahn, proprio al cospetto dei due prigionieri del malvagio imperatore.
Una volta che Kahn viene sconfitto dai guerrieri della Terra guidati dal dio del tuono Raiden, Jax riesce a liberare Sonya, ma Kano approfitta del caos per sfuggire di nuovo alla cattura.
In Mortal Kombat 3, Jax appare per la prima volta con i suoi particolari potenziatori cibernetici alle braccia, capaci di quadruplicare la sua forza e persino di lanciare missili; insieme a Sonya, tenta in ogni modo di avvertire le Forze Armate statunitensi circa un'eventuale invasione del Reame Terrestre (Earth Realm) da parte di Shao Kahn, ma tutto sarà vano, perché saranno presi per pazzi.
L'invasione intanto avviene ed, uniti, i due commilitoni combattono le forze del Mondo Esterno (Outworld).
Fra Mortal Kombat Deadly Alliance e Mortal Kombat Deception, Jax viene ucciso dall'Alleanza Mortale e resuscitato da Onaga come suo schiavo in Mortal Kombat: Unchained.
In Mortal Kombat: Armageddon, nel proprio finale Jax uccide Blaze e ottiene ulteriori potenziamenti tecnologici, divenendo un organismo cibernetico; Jax affronta Sektor e lo sconfigge, diventando capo del Tekunin. Non ci è dato sapere se Jax venga riconosciuto come tale dalle Forze Speciali.

### Seconda linea temprale
Nella nuova linea temporale di Mortal Kombat (2011), Jax viene catturato e tenuto prigioniero sull'isola di Shang Tsung già nel primo torneo; secondo il suo informatore, infatti, la base e il capo del Dragone Nero si troverebbero proprio sull'isola, ma in realtà si tratta di un tranello, in quanto l'informatore è in realtà Kano, il capo dell'organizzazione. Jax viene poi salvato da Sonya, grazie anche all'intervento di Raiden. Durante i festeggiamenti per la vittoria di Liu Kang, Jax assiste impotente all'attacco dei Tarkatan all'accademia Wu Shi, venendo sopraffatto; decide quindi di partecipare al secondo torneo per salvare Sonya, che è stata rapita e tenuta sotto sorveglianza da Sheeva. Dopo aver recuperato la compagna, Jax decide di indagare insieme con lei su misteriose "presenze tecnologiche" del mondo esterno, una delle quali, come si scoprirà, è Cyrax, sconfitto da Sub-Zero; in quel momento sopraggiunge anche Ermac e Jax, ingaggiato un combattimento con lui, perde entrambe le braccia; il provvidenziale intervento di Sonya lo salva dalla morte. Insieme, Jax e Sonya si ritirano attraverso un portale indicato loro da Sub-Zero. Durante l'invasione del Mondo Esterno (Outworld), Jax ripara Cyber Sub-Zero, restituendogli la sua coscienza umana. Jax finisce ucciso da Sindel insieme con molti dei suoi compagni, per poi essere resuscitato come zombi (revenant) da Quan Chi.
Nel finale della versione da sala giochi, Jax si connette a un nuovo scanditore (scanner) cibernetico delle forze speciali, al fine di trovare i superstiti dell'esercito di Shao Khan: casualmente, entra in connessione con l'impianto laser ottico di Kano; i due ingaggiano una battaglia virtuale dalla quale Jax esce vincitore, imprigionando per sempre la coscienza di Kano nella banca dati delle Forze Speciali.
In Mortal Kombat X, inizialmente Jax si trova al servizio di Quan Chi come Revenant, ma ritorna umano grazie a Raiden; nel finale del personaggio, sconfitto Shinnok, Johnny Cage si trova in ospedale e chiede a Jax di prendere il comando della sua squadra; Jax, vedendo ciò come una possibilità di stare vicino alla figlia Jacqui Briggs, accetta senza pensarci due volte. Un giorno, mentre sta per salire a bordo di un aereo, la squadra viene attaccata dal mercenario Erron Black. Fortunatamente Jax, grazie ai propri riflessi e alle braccia antiproiettile, salva la squadra e mette fuorigioco Black, venendo però ferito al petto da un proiettile di Erron.

## Apparizioni
- Mortal Kombat II
- Mortal Kombat 3
- Ultimate Mortal Kombat 3
- Mortal Kombat Trilogy
- Mortal Kombat 4
- Mortal Kombat Deadly Alliance
- Mortal Kombat: Special Forces
- Mortal Kombat: Unchained
- Mortal Kombat: Armageddon
- Mortal Kombat vs DC Universe
- Mortal Kombat (2011)
- Mortal Kombat X
- Mortal Kombat 11
- Mortal Kombat 1 (lottatore Kameo)